# Polynema wagneri
Polynema wagneri är en stekelart som beskrevs av Rimsky-korsakov 1920. Polynema wagneri ingår i släktet Polynema och familjen dvärgsteklar. Inga underarter finns listade i Catalogue of Life.